# Crossotus vagepictus
Crossotus vagepictus là một loài bọ cánh cứng trong họ Cerambycidae.